# Вишенки (Калининский район)
Вишенки — деревня в Калининском районе Тверской области. Относится к Бурашевскому сельскому поселению. До 2006 года входила в состав Андрейковского сельского округа.
Расположена южнее Твери, в 1 км к юго-востоку от деревни Андрейково.
К северу от деревни проходит автодорога «Москва — Санкт-Петербург» М10 (E 105).
В 1997 году — 21 хозяйство, 36 жителей.